# Helminthosporium velutinum
Helminthosporium velutinum är en svampart som beskrevs av Link 1809. Helminthosporium velutinum ingår i släktet Helminthosporium och familjen Massarinaceae.  Arten är reproducerande i Sverige. Inga underarter finns listade i Catalogue of Life.